# Oregon Trail (videojuego)

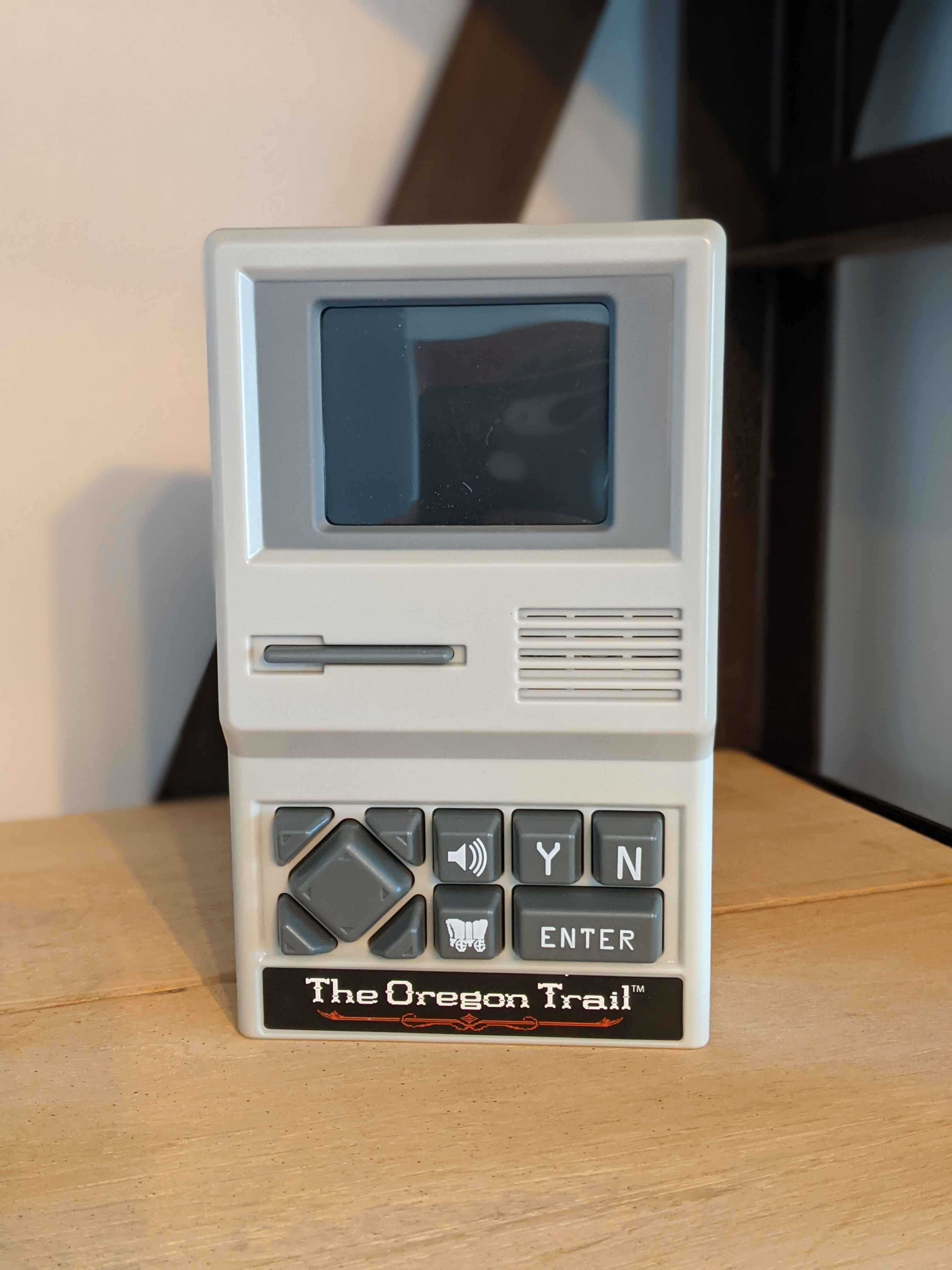
Oregon Trail relanzado en 2019

The Oregon Trail o La Senda de Oregón (en español) es un videojuego educativo y de simulación que fue desarrollado originalmente por Don Rawitsch, Bill Heinemann y Paul Dillenberger en 1971, y producido por el Consorcio de Educación Computacional de Minnesota (MECC, por sus siglas en inglés) en 1974.

## Historia
El juego original fue creado para instruir a los estudiantes de Estados Unidos sobre la vida de los pioneros de la Ruta de Oregón en el siglo XIX. El jugador interpreta el papel del líder de una caravana que guía a un grupo de colonos desde Independence (Misuri) hasta el Valle de Willamette en la Ruta de Oregón en 1848. El juego es la primera entrega de la serie de Oregon Trail, y desde su lanzamiento ha tenido muchas ediciones por varios desarrolladores y diseñadores que adquirieron sus derechos, inspirados por una serie de secuelas como "Los pioneros de Yukon", "Los pioneros de la Amazonia" y una parodia llamada "Organ Trail".
También existe una serie de cuatro libros en los que puedes elegir tu propia aventura que tienen el mismo título que este videojuego y muchas similitudes reconocibles, como por ejemplo, las portadas que ilustran el videojuego o la historia que es muy parecida.
En 1971, Don Rawitsch daba clases de historia para el octavo grado del Carleton College en Northfield, Minnesota. Para ello, utilizaba un HP Timed Shared BASIC, que funcionaba en una Minicomputadora HP 2100, para escribir el programa de computadora que le ayudaría a dar su clase. Rawitsch reclutó a dos amigos y a su vez docentes escolares, Bill Heinemann y Paul Dillenberger, para que lo ayudaran.

### MECC
por el Estado que desarrollaba software educacional para los salones de clases) contrató a Rawitsch. Reconstruyó el juego, añadiendo eventos y dificultades a las tantas opciones propias del mismo, basándose en las actuales probabilidades históricas sobre qué les sucedía a los viajeros en cada localidad de la ruta del juego. Muchas de las opciones del juego se basaron en narraciones históricas de la gente que pasó por dicha ruta y que él mismo había leído. Rawitsch subió Oregon Trail a la red de tiempo compartido de la organización, donde pudieron acceder las escuelas alrededor de Indiana y Utah. El juego se convirtió en uno de los programas más populares de la red, con miles de jugadores mensualmente.
Rawitsch publicó el código fuente de Oregon Trail, escrito en BASIC 3.1 para el CDC Cyber 70/73-26, en la edición de mayo-junio de 1978 de Creative Computing. Ese año, la MECC comenzó a notificar a las escuelas que adoptaran la microcomputadora Apple II. John Cook adaptó el juego para la Apple I, y apareció en la serie #108 de discos PDS del programa A.P.P.L.E. Otra versión llamada Oregon Trail 2 fue adaptada en junio de 1978 por J.P. O'Malley. El juego fue lanzado después como parte de la Serie MECC's Elementary en el Elementary Vol. 6 en 1980. El juego fue titulado "Oregon" y presentaba unos gráficos muy básicos. Probó ser tan popular que fue relanzado como juego independiente, esta vez con unos gráficos sustancialmente mejorados en 1985.

### Ediciones
- 1985: The Oregon Trail (Apple II)
- 1990: The Oregon Trail: Classic Edition (Macintosh)
- 1992: The Oregon Trail Deluxe (DOS, Macintosh)
- 1993–96: The Oregon Trail Ver 1.2 (Windows)
- 1996: Oregon Trail II (Windows)
- 1997: The Oregon Trail 3rd Edition (Windows, Macintosh)
- 2001: The Oregon Trail 4th Edition (Windows, Macintosh)
- 2002: The Oregon Trail 5th Edition (Windows, Macintosh)
- 2009: The Oregon Trail (DSiware)
- 2011: The Oregon Trail (Wii)
- 2011: The Oregon Trail (3DS)
- 2011: The Oregon Trail: American Settler (iOS, Android)
- 2012: The Oregon Trail (Windows Phone)
- 2016: The Oregon Trail: Card game (Juego de cartas)
- 2017  The Oregon Trail: Boom Town (iOS, Android)
- 2018: Handheld Oregon Trail
- 2021: The Oregon Trail (Apple Arcade)(Nintendo Switch)

## Jugabilidad

### Caza
Un aspecto importante del juego era la habilidad de cazar. Usando rifles y las balas eran compradas en el transcurso del juego, los jugadores seleccionaban la opción "Cazar" y cazaban animales salvajes para sumar sus reservas de comida. En la versión original, no había gráficas y los jugadores eran cronometrados en cuán rápido ellos podían tipear las palabras "BANG", "WHAM" o "POW", las palabras mal escritas resultaban en una caza fallida. En la primera edición con gráficas mejoradas, los jugadores controlaban un pequeño hombre que podía apuntar un rifle en una de ocho diferentes direcciones y disparar tiro a tiro a los animales. En las versiones tardías, los jugadores cazaban con una dirección en forma de cruz controlada por el ratón. El Bisonte era el blanco más lento y el que mayor cantidad de comida proveía; los osos entre los bisontes y los venados en todas las tres propiedades. Mientras el monto de disparos durante una excursión de cacería era limitado por las municiones de un solo jugador, el máximo monto de carne que podía ser cargado en el vagón era de 100 libras en las primeras versiones del juego. En las últimas versiones, siempre que haya al menos dos miembros vivos de la tripulación del vagón, 200 libras podían llevarse de vuelta a la carreta. En la última versión, los jugadores podían cazar en diferentes ambientes. Por ejemplo, cazar durante el invierno podía resultar en un ambiente cubierto de nieve. En esta misma versión, el exceso de caza de animales se traduciría en "escasez" y reduciría la cantidad de animales que aparecerían más tarde en el juego.

### Muertes
Durante todo el curso del juego, los miembros del grupo podían enfermar y morir por varias causas, como Sarampión, mordedura de serpientes, disentería, tifoidea, cólera, cansancio, ahogamiento o por heridas de disparos accidentales. Los bueyes del jugador también son sujetos de enfermedades y muerte. En Oregon Trail 2 para pc, y futuros lanzamientos, cuando un miembro del grupo muere, el jugador tenía la opción de conducir un pequeño funeral: Si el jugador así lo elegía (como las instrucciones del juego y los consejeros del mismo recomendaban, pero no en los ambientes más hostiles), el jugador podía escribir un epitafio en la tumba del compañero fallecido antes de continuar la ruta; si el jugador declinaba en hacer el funeral, el grupo sufría una severa baja de moral.

### Puntuación
Al final del viaje, la puntuación del jugador es determinada en dos fases. En la primera, el programa premia con puntos por cada miembro de la familia que sobrevivió (medidos por su salud), por cada posesión que quede (medida por tipo), y por el dinero remanente (Un punto por cada dólar). En la segunda fase, el programa multiplica la puntuación por el grado o dificultad correspondiente al nivel de recursos iniciales del grupo (determinado dentro del juego por la profesión del líder del grupo), por ejemplo, en la versión para Apple II, un banquero que iniciaba con 1.600 dólares no recibía bonificación, el puntaje final de un carpintero que iniciaba con 800 dólares era duplicado, y el puntaje final de un granjero que iniciaba con 400 dólares era triplicado.

## Legado
El juego fue muy popular entre los niños de las escuelas de Norteamérica a mediados de los 80 y principios de los 90, debido a que muchos estudiantes tenían acceso al juego en sus escuelas. MECC continuó el éxito de Oregon Trail con juegos similares como Yukon Trail o Amazon Trail. El título original fue relanzado varias veces, para diferentes plataformas y en diferentes medios, ya va por la quinta edición.
La frase "You have died of disentery" (has muerto de disentería) fue popularizada en camisetas, afiches y un sinnúmero de mercadotecnia. Otra popular frase del juego es "Here lies Andy, pepperoni and cheese" (Aquí yace Andy, pepperoni y queso), el cual es un epitafio mostrado en las tumbas del juego, frase que hacía una directa referencia a un popular comercial de los 90´s de una marca de pizzas llamadas "Tombstone" (pizzas tumba).
En 2007, Thule Corporation creó Thule Trail como herramienta promocional. La compañía cambió su ubicación inicial a Chicago, el destino del Festival Musical de Atlantis en Santa Barbara (California), vida silvestre para los bocadillos, e hizo otros arreglos. En 2008, la banda Fall Out Boy, lanzó una versión similar algo alterada del juego llamada "Fall Out Boy Trail" para promocionar el lanzamiento de su álbum Folie à Deux.
El juego resurgió en 2008, cuando Gameloft creó una versión actualizada para móviles. Un nuevo lanzamiento para iPhone y iPod Touch está también disponible desde Gameloft. El juego se puso en marcha para iTunes App Store el 11 de marzo de 2009. El 7 de enero de 2010, la versión de WebOS para Palm, fue lanzada para el Palm App Catalog. El 11 de noviembre de 2010, una versión de Xbox Live fue lanzada para Windows Phone.
La versión para móviles del juego es similar a la original, pero varía en que el jugador puede escoger uno de tres diferentes vagones. Un vagón clásico, un "prairie schooner" y un "conestoga wagon". El jugador también puede elegir en convertirse en un banquero, un carpintero o un granjero; cada uno con diferentes y únicos beneficios. Al contrario de la versión para pc, los jugadores de la versión para iOS, no necesitaban rifles ni balas. El juego recibió una mayor actualización, en la cual tenía al jugador usando, intercambiando y elaborando suministros para mejorar su vagón, comprar comida y curar enfermedades.
El 2 de febrero de 2011, una nueva versión del juego fue lanzada para Facebook, la versión fue removida cuando Blue Fang Games cerró.
En 2012 el Willamage Heritage Center y el periódico Statesman Journal, crearon Oregon Trail Live como un concurso de actuación en vivo. Algunos equipos compitieron a medida que dominaban 10 desafíos en los terrenos del WHC. Los retos eran basados ligeramente en el juego. Desde ese año el concurso es repetido anualmente en el mes de septiembre en el WHC y se ha hecho tradición. En 2014 el evento recibió el Premio de educador sobresaliente de la Asociación de Rutas California-Oregon.

## Recepción
The Oregon Trail fue un éxito comercial, habiendo vendido más de 65 millones de copias, después de 10 iteraciones por más de 40 años. El juego fue incluido en el libro de "Los 1001 videojuego que debes jugar antes de morir". Sin embargo, algunos de sus remakes no recibieron tan buena crítica, como la versión de Wii; que fue calificada con un 3/10 por Gamespot, citando gráficas blandas, controles torpes y una interfaz confusa. A pesar de aquello, señalaron que podía ser una herramienta educacional muy buena. La versión para iOS recibió mejores críticas, puntuado por Metacritic con una calificación 66/100.
Polygon lo describió como uno de los juegos más exitosos de todos los tiempos, llamándolo un ícono cultural. IGN en el 2009 describió el juego como un "grato recuerdo que no te defraudará".
El juego puede ser jugado o descargado gratuitamente en Internet Archive.
Actualmente, una nueva versión de The Oregon Trail, rediseñado y con mayores opciones de jugabilidad (entre las que se encuentra la posibilidad de jugar como una persona nativa americana), está disponible en Apple Arcade.